# Ministère de la Transformation numérique
Cet article concerne un ministère ukrainien. Pour son équivalent espagnol, voir Ministère de la Transformation numérique (Espagne).
Le ministère de la transformation numérique (en ukrainien : Міністерство цифрової трансформації України ) est un ministère du gouvernement ukrainien qui a été créé le 29 août 2019 lorsque Mykhailo Fedorov a été nommé ministre de la Transformation numérique dans le gouvernement de Honcharouk. Le ministre actuel est Mykhailo Fedorov qu est aussi vice-premier ministre.

## Présentation
Le projet le plus important du ministère est le projet dit « l'État dans un smartphone » qui vise à ce que d'ici 2024, 100 % de tous les services gouvernementaux soient disponibles en ligne avec 20 % des services fournis automatiquement, sans l'intervention d'un fonctionnaire, et 1 formulaire à remplir en ligne pour recevoir un ensemble de services "dans n'importe quelle situation de la vie". Le 5 novembre 2019, Fedorov a écrit sur Facebook que le projet "l'État dans un smartphone" ne serait pas fondé par le budget de l'État en 2020 (mais il espérait que ce serait en 2021) mais qu'il s'appuierait « sur une équipe efficace et des techniciens internationaux avec un accompagnement sous la forme de partenariats public-privé, et du volontariat ». Le lendemain, le Premier ministre Oleksiy Hontcharouk a souligné que chaque ministère avait prévu des dépenses pour la numérisation et que le ministère de la Transformation numérique disposait d'un budget distinct et que le budget de l'État était donc suffisant pour lancer le projet "l'État dans un smartphone" en 2020.

## Ministres
| # | Photo | Nom              | Début de mandat | Fin de mandat | Président          | Remarques                                               |
| - | ----- | ---------------- | --------------- | ------------- | ------------------ | ------------------------------------------------------- |
| 1 |       | Mykhailo Fedorov | 29 août 2019    | En poste      | Volodymyr Zelensky | Gouvernement Hontcharouk mars 2020 Gouvernement Chmyhal |

## Réponse à l'invasion russe de 2022
Dans les trois jours suivant l'invasion russe de l'Ukraine, le ministère a organisé une campagne pour faire pression sur les entreprises technologiques afin qu'elles boycottent la Russie. Ses membres ont également sécurisé l'accès à Starlink et recruté l'armée informatique d'Ukraine. En collaboration avec l'échange de crypto-monnaie Kuna.io d'Ukraine et le PDG d'itc, Michael Chobanian, le ministère a lancé la création du plus grand fonds cryptographique de collecte de fonds au monde, appelé Crypto Fund for Ukraine, destiné à aider les forces armées ukrainiennes à combattre l'invasion russe,.
En mai 2022, Diïa a organisé un vote pour savoir si les Ukrainiens devaient posséder des armes, qui a été initié par le ministre ukrainien des Affaires intérieures, Denys Monastyrsky. Près de 59% des répondants ont voté pour autoriser les armes pour la protection personnelle.